# Стронгин, Григорий Михайлович
Григорий Михайлович Стронгин (вариант отчества — Миронович; 1 (14) мая 1909 года, Червень — 31 августа 1989 года, Дзержинск) — советский химик и изобретатель. Заведующий центральной лабораторией завода «Корунд».

## Биография
Родился 1 мая 1909 года в Игумене (ныне Червень, Минская область, Беларусь). С 1925 года начал трудовую деятельность учеником слесаря у кустаря.
В 1932 году окончил ИХТИ. После его окончания направлен в Дзержинск, Горьковская область, Чернореченский химзавод, где проработал до 1987 года.
На ПО «Корунд» имени М. И. Калинина прошёл путь от инженера-механика до начальника исследовательской лаборатории.
С 1941 года он был начальником центральной лаборатории Чернореченского химзавода. Под его руководством была разработана технология и освоено производство самовозгорающейся жидкости «КС».
Стронгин Г. М. — соавтор 60 изобретений.
В 1963—1970 годах — заведующий кафедрой неорганических веществ Горьковского политехнического института. Кандидат технических наук. Доцент.
Жена — Наталия Ивановна Брайцева, дочь И. Р. Брайцева.
Г. М. Стронгин — отец двух известных учёных: Р. Г. Стронгина (профессор, ректор Нижегородского университета имени Н. И. Лобачевского) и Л. Г. Стронгина (профессор, проректор Нижегородской медицинской академии).
Умер 31 августа 1989 года. Похоронен в Дзержинске на Новом городском кладбище.

## Награды и премии
- заслуженный изобретатель РСФСР (1966.)
- Сталинская премия третьей степени (1949) — за разработку технологии производства гексахлорана для борьбы с вредителями с/х культур
- Сталинская премия третьей степени (1951) — за разработку и промышленное освоение синтеза фармацевтического продукта.
- два ордена Трудового Красного Знамени
- два ордена «Знак Почёта»
- медали
- Почётный гражданин города Дзержинска (1987)[3].